# Handley Page Hermes
De Handley Page HP.81 Hermes was een civiel verkeersvliegtuig ontworpen en geproduceerd door de Britse vliegtuigfabrikant Handley Page.
De Hermes werd ontwikkeld tijdens de jaren 1940, parallel aan het nauw verwante Handley Page Hastings militair transportvliegtuig. Het was een laagdekker monoplane, waarbij de meeste exemplaren werden aangedreven door vier zuigermotoren. Oorspronkelijk bedoeld om in dienst te treden vóór de Hastings, werd de ontwikkeling van de Hermes vertraagd door het fatale verlies van het eerste prototype tijdens zijn maiden flight op 2 december 1945. Maatregelen werden genomen om de stabiliteit van het vliegtuig te verbeteren en de capaciteit ervan uit te breiden, wat de British Overseas Airways Corporation (BOAC) voldoende onder de indruk bracht om op 4 februari 1947 een aanzienlijke bestelling te plaatsen voor 25 HP 81 Hermes IV. Daarnaast werden er ook een paar turboprop-aangedreven ontwikkelingsvliegtuigen besteld door het Ministerie van Voorziening voor experimentele vluchten.
De Hermes ging in dienst bij luchtvaartmaatschappijen op 6 augustus 1950, met ongeveer een jaar vertraging vanwege het feit dat de eerste productievliegtuigen te zwaar waren. Ze werden geëxploiteerd door BOAC, de meest prominente exploitant van het type, gedurende minder dan een decennium voordat ze aan andere exploitanten werden verkocht, voornamelijk vanwege de snelle vooruitgang in verkeersvliegtuigen die in die tijd werden gemaakt. Tijdens de latere jaren van hun dienst werden tweedehands Hermes regelmatig gebruikt door verschillende chartermaatschappijen. De laatste vlucht van een Hermes werd ergens in 1969 uitgevoerd, op dat moment was het merendeel van het type al gesloopt als verouderd. Een enkel exemplaar is gedeeltelijk bewaard gebleven.

## Ontwerp en ontwikkeling

### Achtergrond
De oorsprong van de Hermes kan worden herleid tot discussies die in de zomer van 1943 werden gevoerd door de Air Staff van het Verenigd Koninkrijk. Op dat moment overwogen de autoriteiten niet alleen de behoefte aan een onmiddellijke opvolger van de vloot van transport- en vrachtvliegtuigen van de Royal Air Force (RAF), de Handley Page Halifax, maar ook de rol van een tijdelijke civiele verkeersvliegtuig voor de naoorlogse jaren. In overeenstemming hiermee werden in december 1944 prioriteitsopdrachten geplaatst voor verschillende projecten, zowel militaire als civiele, voorgesteld door de Britse vliegtuigfabrikant Handley Page. Voor het civiele verkeersvliegtuig werd Specificatie 15/43 uitgegeven door het Air Ministry; hierin werd gevraagd om een geventileerd civiel transportvliegtuig dat in staat was om maximaal 34 eersteklas passagiers of 50 passagiers in de toeristenklasse te vervoeren.
In april 1944, op aandringen van George Volkert, de hoofdontwerper van Handley Page, om productieprioriteiten vast te stellen, besloot de oprichter en algemeen directeur van het bedrijf, Frederick Handley Page, het werk van verschillende projecten samen te voegen en de nadruk te leggen op het transportvliegtuig; dit kwam ook overeen met de uitgave van Specificatie C.3/44, die een multipurpose transportvliegtuig zocht. Handley Page's voorstel werd zonder ingrijpende wijzigingen aanvaard. Kort daarna werd erkend dat de ontwikkeling van het civiele transportvliegtuig minder uitdagend was dan het militaire transportproject, dus werd besloten dat het programma voor de verkeersvliegtuigen als eerste zou worden uitgevoerd. Het militaire transportvliegtuig, dat een relatief hoog niveau van overeenkomsten zou delen met het civiele project, zou in dienst treden als de Handley Page Hastings, terwijl het civiele transportvliegtuig bekend werd als de Hermes.
Ondanks de opzettelijke gelijkenissen waren er duidelijke ontwerpverschillen tussen de twee vliegtuigen. In tegenstelling tot het staartwiel van de Hastings was de Hermes gepland om een neuswiel landingsgestel te hebben, hoewel de eerste twee prototypes werden voltooid met een staartwiel landingsgestel. Ondanks de verschillen bleven beide vliegtuigen vergelijkbaar genoeg dat ze werden geproduceerd met dezelfde primaire montage-sjablonen. Het eerste prototype was effectief een ongeventileerd "kale romp", terwijl het tweede prototype een geventileerde cabine had en op de meeste punten volledig was uitgerust. Op 9 november 1945 werd een nabootsingsconferentie gehouden in de faciliteit van het bedrijf in Cricklewood, bijgewoond door verschillende luchtvaartmaatschappij-functionarissen en industriefiguren. Snelle voortgang in de constructie van het eerste prototype stelde het in staat om op 1 december 1945 grondproeven te beginnen op Radlett.

### In vlucht en herontwerp
Terwijl Handley Page vanaf het begin van de ontwikkeling de bedoeling had om de Hermes vóór de Hastings te introduceren, werd een vertraging in de productie noodzakelijk nadat het eerste prototype (HP 68 Hermes I), geregistreerd als G-AGSS, crashte tijdens zijn maiden flight kort na het opstijgen op 2 december 1945. Het wordt verondersteld dat het vliegtuig ernstige longitudinale instabiliteit ondervond als gevolg van overbelasting van de hoogteroeren. De hoofdtestpiloot van Handley Page en de hoofdtestwaarnemer kwamen beiden om het leven bij het incident, terwijl het prototype volledig werd vernietigd door een brand na de crash.
Om de instabiliteit die de fatale crash veroorzaakte voldoende op te lossen, werd de ontwikkeling van de civiele Hermes vertraagd, terwijl het werk aan de Hastings soepeler verliep. Deze vertraging bood de mogelijkheid om ontwerpaanpassingen en verbeteringen door te voeren; er werd besloten om de lengte van het tweede prototype te verlengen om de HP 74 Hermes II te produceren. Rond deze tijd werd ook onderzocht of het mogelijk was om het type van turbopropmotoren te voorzien, maar uiteindelijk werd daarvan afgezien. De eerste Hermes II (G-AGUB) voerde zijn eerste vlucht uit op 2 september 1947; al snel bleek dat het niet alleen meer stabiliteit had, maar ook een superieur liftcoëfficiënt vergeleken met de Hastings. Op 4 september 1948 ontving het type zijn luchtwaardigheidscertificaat, waardoor het geschikt was voor dienst.
Op 4 februari 1947 plaatste de British Overseas Airways Corporation (BOAC) vaste bestellingen voor 25 van de definitieve HP 81 Hermes IV. Dit model was voorzien van een driewielig landingsgestel en werd aangedreven door vier Bristol Hercules radiale motoren, elk in staat om tot 2.100 pk (1.570 kW) te genereren. Daarnaast werden ook een paar Hermes V verkeersvliegtuigen besteld, waarbij het belangrijkste verschil bij dit model het gebruik was van vier Bristol Theseus turbopropmotoren. Verdere met turbopropmotoren aangedreven ontwikkelingen van de Hermes werden ook voorgesteld aan potentiële klanten als concurrenten voor vliegtuigen zoals de Bristol Britannia.

## Operationele Geschiedenis

### Luchtvaartmaatschappij operaties
Ondanks de relatief snelle eerste vlucht van de Hermes IV (geregistreerd als G-AKFP) op 5 september 1948 en de snelle opzet van de serieproductie, was BOAC enigszins ontevreden over het verkeersvliegtuig, voornamelijk vanwege het feit dat de vroege vliegtuigen te zwaar waren. Dit was deels te wijten aan het gebruik van onderdelen van de Hastings en ad hoc aanpassingen om de vluchtproeven te versnellen; er werd al snel overeengekomen dat er gewicht besparende aanpassingen zouden worden gedaan voordat BOAC haar definitieve goedkeuring aan de Hermes gaf. Ontwerpaanpassingen om het gewicht te verminderen omvatten onder andere het gebruik van lichtere vloerdelen.
Op 6 augustus 1950 ging de Hermes IV eindelijk in dienst bij BOAC en nam hij de West-Afrika-dienst van Londen Heathrow naar Accra via Tripoli, Kano en Lagos over van de Avro York, met diensten naar Kenia en Zuid-Afrika die voor het einde van het jaar begonnen. De Hermes IV werd door BOAC ingezet op routes naar West- en Zuid-Afrika. Ze werden echter al snel vervangen door de betrouwbare Canadair Argonaut in 1952, hoewel sommige in juli 1954 opnieuw in dienst werden gesteld na het stilleggen van de de Havilland Comet, om vervolgens opnieuw met pensioen te gaan in december.
Dit betekende echter niet het einde van de Hermes in luchtvaartmaatschappijdienst, aangezien overtollige vliegtuigen werden verkocht aan onafhankelijke chartermaatschappijen, met Airwork dat er in 1952 vier kocht, terwijl anderen werden geëxploiteerd door Britavia en Skyways, vooral in de rol van troepentransport. Veel van deze vliegtuigen waren uitgerust met Hercules 773-motoren, die op lager octaanbrandstof konden werken dan de oorspronkelijke Hercules 763-motoren, en werden aangeduid als Hermes IVA. Ze werden later weer omgebouwd naar de Hermes IV-standaard toen de brandstofvoorziening verbeterde.
Later werden de Hermes ingezet voor vakantievluchten vanuit het Verenigd Koninkrijk. De laatste operationele civiele Hermes, G-ALDA, gevlogen door Air Links Limited, werd met pensioen gestuurd op 13 december 1964 en werd negen dagen later gesloopt.

### Ontwikkelingsvliegtuigen
De twee turboprop Hermes V-vliegtuigen waren eigendom van het Ministerie van Voorziening en maakten hun eerste vluchten in augustus 1949. Ze werden gebruikt voor de ontwikkeling van de Bristol Theseus turbopropmotor. Het eerste vliegtuig ging verloren bij een landing zonder landingsgestel op vliegveld van Chilboltonop 10 april 1951, maar de tweede ging door met ontwikkelingsvluchten bij het Aeroplane and Armament Experimental Establishment (A&AEE) op MOD Boscombe Down en het Royal Aircraft Establishment (RAE) op Farnborough Airport tot zijn pensionering in september 1953.
Het prototype Hermes II kreeg militaire markeringen in oktober 1953 als VX234 en werd gebruikt voor verschillende onderzoeks- en ontwikkelingsprogramma's, waaronder het testen van lucht gebonden radar voor het Royal Radar Establishment op RAF Defford, Worcestershire. Het werd uiteindelijk met pensioen gestuurd in 1969, op dat moment was het het laatste operationele Hermes-vliegtuig.

## Behoud
De romp van een Hermes IV (het voormalige BOAC-vliegtuig G-ALDG met de naam Horsa) wordt bewaard in het Imperial War Museum Duxford.

## Variaties
Alle 29 vliegtuigen werden gebouwd op Radlett Aerodrome, Hertfordshire, Engeland.
- HP.68 Hermes I Prototype aangedreven door vier 1.650 pk (1.230 kW) Bristol Hercules 101 radiale motoren. Eén gebouwd.
- HP.74 Hermes II Prototype aangedreven door vier 1.675 pk (1.249 kW) Bristol Hercules 121 motoren en een 13 ft (4,57 m) langere voorste romp. Eén gebouwd.
- HP.81 Hermes IV Productievliegtuig met driewielig landingsgestel, aangedreven door vier 2.100 pk (1.570 kW) Bristol Hercules 763 motoren. Vijfentwintig gebouwd.
- HP.81 Hermes IVa Hermes IV aangepast voor gebruik van 100-octaan brandstof, met de motor hernoemd naar Hercules 773. De meeste werden weer teruggezet naar Hermes IV-standaard.
- HP.82 Hermes V Ontwikkelingsvliegtuig met vier 2.490 pk (1.860 kW) Bristol Theseus 502 turbopropmotoren. Twee gebouwd.

## Exploitanten
- Bahama's
  - Bahamas Airways
- Koeweit
  - Kuwait Airways
- Libanon
  - Middle East Airlines
- Verenigd Koninkrijk
  - Air Links
  - Air Safaris
  - Airwork
  - Britavia
  - British Overseas Airways Corporation (BOAC)
  - Falcon Airways
  - Royal Radar Establishment
  - Silver City Airways
  - Skyways
  - Ministerie van Voorziening

## Ongevallen en incidenten
- 3 december 1945 - Hermes I G-AGSS, het prototype van de Hermes, stortte neer tijdens de eerste testvlucht kort na het opstijgen, op drie mijl van Radlett Aerodrome. De twee testpiloten van Handley Page kwamen om het leven.
- 26 mei 1952 - Hermes IV G-ALDN (Horus), geëxploiteerd door BOAC, op weg van Tripoli, Libië, naar Kano, Nigeria, raakte enkele uren uit koers en raakte zonder brandstof, waardoor het in de Saharawoestijn ten zuiden van Atar, Mauritanië, moest landen. De passagiers en bemanning overleefden allemaal en brachten enkele dagen in de woestijn door voordat ze naar een oase trokken, waar First Officer Ted Haslam, die een hoofdletsel had opgelopen bij de crash, overleed.
- 25 augustus 1952 - Hermes IV 'G-ALDF', geëxploiteerd door Airwork Ltd, op weg van Blackbushe naar Khartoum via Malta, maakte een noodlanding voor de kust van Sicilië (bij Trapani) om 03.00 uur lokale tijd, na het uitvallen van twee motoren en het dreigende falen van de andere twee motoren. De elektrische stroom viel ook uit, dus er waren geen lichten of radio beschikbaar. De noodlanding verliep "briljant", maar 6 passagiers (inclusief 4 jonge kinderen) en een stewardess verdronken, voornamelijk door defecte reddingsvesten en het ontbreken van een reddingsvlot voor de kinderen. Het onderzoeksrapport van de Italiaanse autoriteiten (niet gepubliceerd in het VK) wordt samengevat in ICAO Circular 38-AN/33. Het bevat enige kritiek op de bemanning en het exploitatiebedrijf en aanbevolen verbeteringen aan het vliegtuig en aan veiligheidsvoorzieningen. Het onderwerp werd aangekaart in het parlement door Wedgwood Benn MP.
- 4 maart 1956 - Hermes IV G-ALDW, geëxploiteerd door Skyways Limited, werd op de grond vernietigd door een tijdbom in het voorste vrachtruim. Het vliegtuig bevond zich op de luchthaven van Nicosia, Cyprus, toen de explosie plaatsvond, 20 minuten voordat het vliegtuig naar het Verenigd Koninkrijk zou vertrekken met 68 passagiers. Er waren geen dodelijke slachtoffers.
- 5 augustus 1956 - Hermes IV G-ALDK, geëxploiteerd door Britavia, leed aan het inklappen van het neuslandingsgestel op Drigh Road Airport, Karachi, Pakistan. Het vliegtuig was dusdanig beschadigd dat het economisch niet meer te herstellen was.
- 5 november 1956 - Hermes IVa G-ALDJ, geëxploiteerd door Britavia, stortte neer tijdens een nachtelijke nadering tot Blackbushe Aerodrome, Engeland, in slecht weer. Zeven van de 80 inzittenden kwamen om het leven.
- 1 april 1958 - Hermes IV G-ALDV, geëxploiteerd door Skyways Limited, stortte neer bij Meesden Green, vlakbij Stansted Airport, tijdens een luchttest na een motorwissel. De bemanning van drie, Kapitein Rayment, Kapitein West en FE. N Bradley, kwamen allen om het leven.
- 9 oktober 1960 - Hermes IV G-ALDC van Falcon Airways schoot op Southend Airport door bij de landing de landingsbaan over en eindigde over de Shenfield naar Southend-spoorlijn. Het vliegtuig werd afgeschreven, maar alle 76 mensen aan boord overleefden.

## Specificaties (Hermes IV)
Algemene kenmerken
- Bemanning: Vijf vliegtuigbemanning, plus cabinepersoneel
- Capaciteit: 40 - 82 passagiers
- Lengte: 96 ft 10 in (29,51 m)
- Spanwijdte: 113 ft (34 m)
- Hoogte: 29 ft 11 in (9,12 m)
- Vleugeloppervlak: 1.408 vierkante voet (130,8 m²)
- Luchtfoil: wortel: NACA 23021; punt: NACA 23007
- Leeggewicht: 55.350 lb (25.106 kg) basisuitrusting
- Maximaal startgewicht: 82.000 lb (37.195 kg)
- Maximaal landingsgewicht: 75.000 lb (34.019 kg)
- Brandstofcapaciteit: 3.224 Britse gallons (3.872 Amerikaanse gallons; 14.657 liter) in geïntegreerde wingtanks; 4x 37 Britse gallons (44 Amerikaanse gallons; 168 liter) olietanks
- Krachtbron: 4 × Bristol Hercules 14-cilinder luchtgekoelde radiale zuigermotoren, elk 2.020 pk (1.510 kW) voor start
- Propellers: 4-bladige de Havilland Hydromatic, diameter 13 ft (4,0 m) constant-speed volledig verstelbare omkeerbare pitch propellers

Prestaties
- Maximumsnelheid: 357 mph (575 km/u, 310 knopen) op 20.000 ft (6.096 m)
- Kruissnelheid: 266 mph (428 km/u, 231 knopen) maximaal zwak mengsel op 10.000 ft (3.048 m)
- 274 mph (238 knopen; 441 km/u) maximaal zwak mengsel op 20.000 ft (6.096 m)
- 213 mph (185 knopen; 343 km/u) maximumsnelheid voor bereik op 10.000 ft (3.048 m)
- 244 mph (212 knopen; 393 km/u) maximumsnelheid voor bereik op 20.000 ft (6.096 m)
- Bereik: 3.147–3.554 mijl (5.065–5.720 km, 2.735–3.088 zeemijlen) met een nuttige lading van 2.213 lb (1.004 kg) op 20.000 ft (6.096 m), afhankelijk van de snelheid
- Plafond: 24.500 ft (7.500 m)
- Klimsnelheid: 1.030 ft/min (5,2 m/s)
- Tijd tot hoogte:
  - 10.000 ft (3.048 m) in 10 minuten 30 seconden
  - 20.000 ft (6.096 m) in 25 minuten
- Vleugelbelasting: 58,2 lb/vierkante voet (284 kg/m²)
- Vermogen/gewichtsverhouding: 0,104 pk/lb (0,171 kW/kg)
- Startbaanlengte: 3.330 ft (1.015 m) bij 82.000 lb (37.195 kg)